# Siegfried Gräff
Siegfried Wilhelm Gräff (* 22. März 1887 in Karlsruhe; † 2. November 1966 in Burgberg) war ein deutscher Pathologe, Krankenhausarzt und Universitätsprofessor.

## Leben
Siegfried Gräff wurde als eines von fünfzehn Kindern der Familie Gräff in Karlsruhe geboren. Sein Vater Wilhelm Gräff (1844–1920) arbeitete als Buchhändler. Siegfried Gräff besuchte bis 1905 den gymnasialen Zweig des Reformgymnasiums in seiner Geburtsstadt und studierte dann in Straßburg, Heidelberg, Freiburg, Leipzig und Berlin Medizin. Während seines Studiums wurde er 1906 Mitglied der Burschenschaft Saxo-Silesia Freiburg. Nach dem erfolgreichen Studienabschluss 1910 arbeitete er als Medizinalpraktikant in Karlsruhe. Er war dabei für jeweils sechs Monate in der inneren Abteilung des Diakonissenkrankenhauses in Karlsruhe und an der Prosektur des Städtischen Klinikums Karlsruhe tätig. Am 19. Dezember 1911 erhielt er die Genehmigung, als Arzt zu praktizieren.
Nach der Promotion zum Doktor der Medizin am 1. März 1912 arbeitete Gräff vom 1. April 1912 bis 1921 als Assistent am pathologischen Institut der Albert-Ludwigs-Universität Freiburg unter der Leitung von Ludwig Aschoff. Beide kannten sich bereits aus Gräffs dortiger Praktikantenzeit (April bis Oktober 1907). Kurz nach Dienstantritt erkrankte Gräff schwer an Lungentuberkulose. Er machte eine fünfmonatige Kur in einem Sanatorium in Davos. Nach seiner Genesung arbeitete er dort noch mehrere Monate als Volontärassistent. Mitte 1914 ging er an das Physiologische Institut der Universität Halle, wo er sich als Gastarzt wissenschaftlich weiterbildete.
Zu Beginn des Ersten Weltkriegs wurde Gräff zum Kriegsdienst eingezogen. Als militärischer Zivilarzt arbeitete er einige Monate lang in Freiburg an einem Realgymnasium, in dem ein Reservelazarett untergebracht war. Ab Oktober 1914 arbeitete er in Metz (damals Reichsland Elsaß-Lothringen), wo er als Pathologe obduzierte. Nach der Rückkehr an das Freiburger Institut am 1. April 1915 arbeitete er dort als erster Assistent und Assistenzarzt. Neben Obduktionen gehörten Untersuchungen zu seinem Aufgabenbereich. Da Ludwig Aschoff kriegsbedingt seit dem 1. März 1916 nicht mehr am pathologischen Institut arbeitete, leitete Gräff stellvertretend das Institut und den Lehrbetrieb. Im Juni 1917 habilitierte er sich an der Universität Freiburg für die Fächer allgemeine Pathologie und pathologische Anatomie. 1920 heiratete Gräff Heta Aschoff, eine Tochter von Ludwig Aschoff. Das Ehepaar hatte vier Kinder.
Siegfried Gräff verließ die Freiburger Universität und bildete sich vom 1. April bis zum 20. September 1921 am Urbankrankenhaus in Berlin fort. Er wollte physikalisch-chemische Methoden erlernen und hatte sich hierfür vom Karlsruher Kultusministerium freistellen lassen. Ab dem 1. Oktober 1921 arbeitete er als Assistent am Pathologischen Institut der Universität Heidelberg. Nach einem verkürzten Verfahren wurde er am 26. Oktober 1921 zum Professor und 1922 vom Badischen Staatsministerium zum außerordentlichen Professor ernannt. 
Im Dezember 1922 erhielt er einen Ruf der Universität Niigata in Japan, wo er eine Stelle als zweiter Professor an der medizinischen Fakultät erhalten sollte. Das Kultusministerium entschied im Januar 1923, Gräff hierfür zwei Jahre freizustellen. Gemeinsam mit seiner Ehefrau zog er nach Japan und übernahm dort vom März 1923 bis März 1925 eine Stelle als Gastprofessor am Pathologischen Institut. Anschließend kehrte er an seine frühere Wirkungsstätte zurück. Er ließ sich im Januar 1928 erneut beurlauben. Das Sommersemester 1928 verbrachte er an der Universität Tübingen, wo er die Vertretung des Lehrstuhls für Pathologie innehatte. Anschließend ging er nach Heidelberg zurück und wurde dort im November 1928 zum Prosektor der Universität ernannt.
Gräff galt damals als renommierter Wissenschaftler, auch weil er in den 1920er Jahren Vortragsreisen nach Russland, Korea, Skandinavien, Belgien und die Mandschurei unternommen hatte. Wegen seiner Expertise übertrug das Allgemeine Krankenhaus Barmbek ihm als Oberarzt die Leitung des großen Pathologischen Instituts. Außerdem lehrte Gräff wieder an der Medizinischen Fakultät der Universität Hamburg. Er hielt eine erste Vorlesung am 25. Juni 1929, die im Hörsaal des Pathologischen Instituts des Allgemeinen Krankenhauses Eppendorf stattfand. Am 28. April 1930 wurde er vom Hamburger Senat zum „Professor“ ernannt.
Nach der Machtergreifung des NS-Regimes wurde Gräff 1933 Mitglied des Stahlhelm und trat 1934 der NSV und dem Reichsbund der Kinderreichen bei. Seit 1935 gehörte er dem Reichsbund der Deutschen Beamten an. Am 13. Juni 1937 beantragte er die Aufnahme in die NSDAP und wurde rückwirkend zum 1. Mai 1937 aufgenommen (Mitgliedsnummer 4.178.174). Er schloss sich 1937 dem Nationalsozialistischen Deutschen Ärztebund und dem Nationalsozialistischen Lehrerbund an und 1941 dem Reichskolonialbund. Gräff stehe „fest auf dem Boden des Nationalsozialismus“, so Edgar Reye 1936 in seiner Funktion als ärztlicher Direktor des Krankenhauses in Barmbek. 1939 wurde Gräff der Titel „außerordentlicher Professor“ verliehen. Das Krankenhaus Barmbek hatte ihm zuvor eine „arische Abstammung“ attestiert. Laut dem Hamburger Anzeiger vom 13. Januar 1944 trug Gräff bei seinen öffentlichen Vorträgen Uniform. Er sprach dabei größtenteils über Infektionskrankheiten.
Gräff obduzierte zahlreiche Opfer der Luftangriffe auf Hamburg und beschrieb die Befunde detailliert in seiner Studie Tod im Luftangriff (1948 u. erweitert 1955). In Hubert Fichtes Roman Detlevs Imitationen »Grünspan« (1971) liest der stark an Fichtes Biografie angelehnte Erzähler Gräffs Studie und zitiert daraus ausführlich.
Die britische Militärregierung gab nach Kriegsende am 10. Januar 1946 die Anweisung, Gräff als Professor der Hamburger Universität zu entlassen, wogegen Gräff Einspruch einlegte. Der beratende Ausschuss der Medizinischen Fakultät kam zu der Einschätzung, Gräff sei kein aktiver Nationalsozialist gewesen und daher wiedereinzustellen. Auch der Betriebsrat des Krankenhauses in Barmbek teilte diese Meinung. Im November 1946 erhielt Gräff von der Hochschulabteilung der Hamburger Schulverwaltung die Nachricht, dass er wieder Vorlesungen halten könne. Auch das Barmbeker Krankenhaus beschäftigte ihn seit Ende 1946 wieder.
1952 ging Gräff in den Ruhestand. Er engagierte sich in den Folgejahren in der Vereinigung der Pathologen Groß-Hamburgs, deren Vorsitz er innehatte sowie für die Sektion Grundlagenforschung der Hamburger Gesellschaft für Krebsforschung und Krebsbekämpfung. Die Norddeutsche Tuberkulosegesellschaft ernannte ihn 1953 zum Ehrenmitglied. Seit 1953 leitete Gräff die Sektionsabteilung des Kinderkrankenhauses in Rothenburgsort. Gräff, der bis 1952 mehr als 200 wissenschaftliche Schriften publiziert hatte, erhielt 1962 die Hufeland-Medaille des Zentralverbands der Ärzte für Naturheilverfahren.
Gräff starb im November 1966 in Burgberg im Schwarzwald.

## Schriften
- Rheumatismus und rheumatische Erkrankungen. Urban & Schwarzenberg, Berlin 1936.
- Tod im Luftangriff. Ergebnisse pathologisch-anatomischer Untersuchungen anlässlich der Angriffe auf Hamburg in den Jahren 1943–45. Nölke, Hamburg 1948; 2., erweiterte Ausgabe 1955, DNB-Link.
- Medizinische und pathologisch-anatomische Forschung und Lehre. Betrachtungsweisen und ihre Auswirkung in Arzttum, Rechtspflege und Versicherungswesen. Stromverlag, Hamburg-Bergedorf 1950.
- Grundlagen und Sprache der Phthise- und Tuberkulose-Forschung. Thieme, Stuttgart 1952.
- Vorsorge- und Heilbedürftigkeit („Krankheit“) als Rechtsbegriffe der Sozialversicherung. Ein Vorschlag zur Neuordnung der RVO (BVO). Duncker & Humblot, Berlin 1953.